# Bristol Downs Football League
The Bristol Downs League är en fotbollsliga i staden Bristol i sydvästra England. Dess högsta division ligger på nivå 21 i det engelska ligasystemet, vilket gör dess fjärde division den sista i hela landet. The Downs League är ovanlig så tillvida att alla matcherna spelas på samma plats, nämligen Bristol Downs. Vinnaren av division 1 kan flyttas upp till Bristol and Avon League, bestående av en enda division som även den ligger på nivå 21.

## Historia
Organiserad fotboll började spelas i Bristol på 1880-talet och man började spela fotboll på the Downs vid samma tid. The Downs League grundades 1905 av trettio klubbar och av dem spelar fortfarande två i ligan, St Andrews FC och Sneyd Park FC. Sneyd Park har spelat i den högsta divisionen hela tiden. Clifton St Vincents FC gick med i ligan 1906 och har också lyckats få ihop 100 års medlemskap.

## Mästare
| Säsong  | Division 1 | Division 2          | Division 3              | Division 4                 |
| ------- | ---------- | ------------------- | ----------------------- | -------------------------- |
| 2006-07 | Sneyd Park | Torpedo             | Cotswool Res            | Torpedo A                  |
| 2007-08 | Torpedo    | AFC Bohemia         | AFC Bohemia Reserves    | Bristol Barcelona Reserves |
| 2008-09 | Sneyd Park | Saints Old Boys     | Easton Cowboys Reserves | Sneyd Park B               |
| 2009-10 |            |                     |                         |                            |
| 2010-11 | Sneyd Park | Sneyd Park Reserves | Jersey Rangers          | Saints Old Boys Reserves   |